# Bay of Plenty Rugby Union
Die Bay of Plenty Rugby Football Union (BPRU) ist der Rugby-Union-Verband für die Provinz Bay of Plenty auf der Nordinsel Neuseelands. Die Verbands- und Trikotfarben sind blau und gelb. Die Auswahlmannschaft des Verbandes in der nationalen Meisterschaft ITM Cup trägt ihre Heimspiele im Rotorua International Stadium in Rotorua und im Baypark Stadium in Mount Maunganui aus.
Bay of Plenty wurde bisher ein Mal neuseeländischer Meister (1976) und gewann im August 2004 erstmals ein Spiel um den Ranfurly Shield. Diese Trophäe mussten sie im Dezember desselben Jahres wieder abgeben. Spieler von Bay of Plenty sind berechtigt, in der internationalen Liga Super Rugby zu spielen und werden von den Chiefs aufgeboten. Dem Verband sind 38 Vereine angeschlossen.

## Erfolge
- 1 Meistertitel der National Provincial Championship: 1976
- 2 Siege in 22 Spielen um den Ranfurly Shield (2004)

## Bekannte ehemalige und aktuelle Spieler
- Rico Gear
- Aleki Lutui (Tonga)
- Caleb Ralph
- Scott Robertson

## Angeschlossene Vereine
| - Arataki Sports Club - Eastern Districts Rugby & Sports Club - Eastern Pirates Rotorua Sports & Cultural Club - Edgecumbe Sports Club - Galatea Rugby Football Club - Greerton Marist Recreation & Community Sports Club - Judea Rugby Club - Katikati Rugby Football Club - Kawerau Sports Club - Marist St Michael’s Rugby & Sports Club - Matakana Island Recreation & Community - Matata Rugby & Sports Club - Mount Maunganui Sports Club - Murupara Rugby & Sports Club - Ngongotaha Sports & Community Association - Opotiki Rugby - Painoaiho Sports & Social Club - Papamoa Rugby Club - Paroa Sports Rugby Club | - Poroporo Rugby Club - Rangataua Sports & Cultural Club - Rangiuru Sports Club - Reporoa Rugby Club - Rotoiti Sports & Community Association - Ruatoki Sports & Cultural Club - Taneatua Rugby Club - Tauranga Sports Club - Te Puke Sports & Recreation Club - Te Puna Rugby Football Club - Te Teko Rugby Football Club - Te Whanau A Apanui Sports Club - Waikite Sports Club - Waimana Rugby Club - Waiohau Rugby Sports & Cultural Club - Whakarewarewa Rugby Community Sports - Whakatane United Rugby Sports Club |